# Peachtree Center

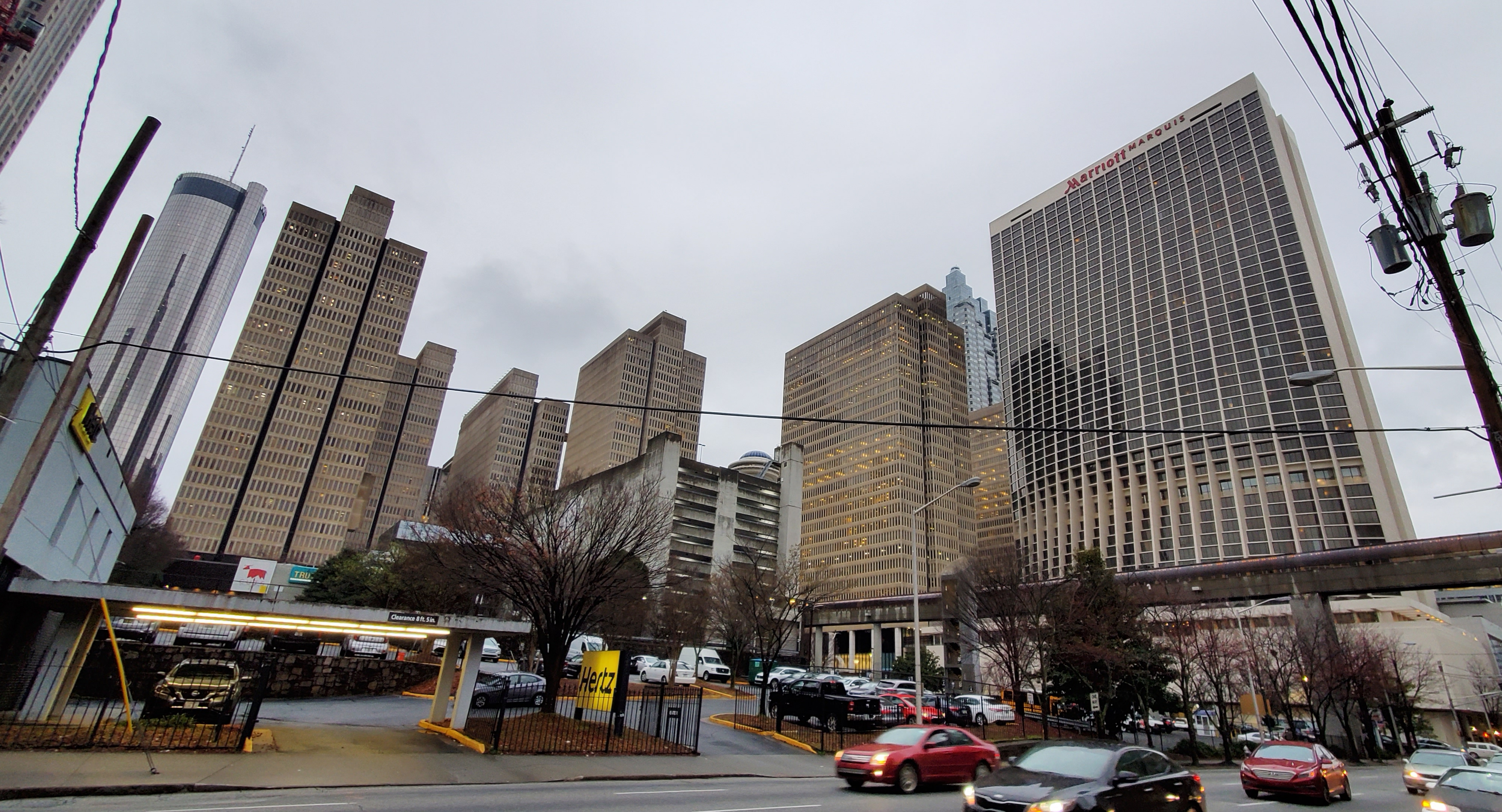
El Peachtree Center, incluido el Westin Peachtree Plaza (izquierda) y el Atlanta Marriott Marquis (derecha).

El Peachtree Center es un barrio situado en Downtown Atlanta, Georgia, Estados Unidos. La mayor parte de los edificios que lo componen fueron diseñados por el arquitecto de Atlanta John Portman. Un elemento característico del Peachtree Center es su red de pasadizos elevados peatonales cubiertos suspendidos por encima del nivel del suelo, que han sido criticados por desalentar la vida peatonal en la calle. El barrio está servido por la estación Peachtree Center del Metro de Atlanta.

## Historia

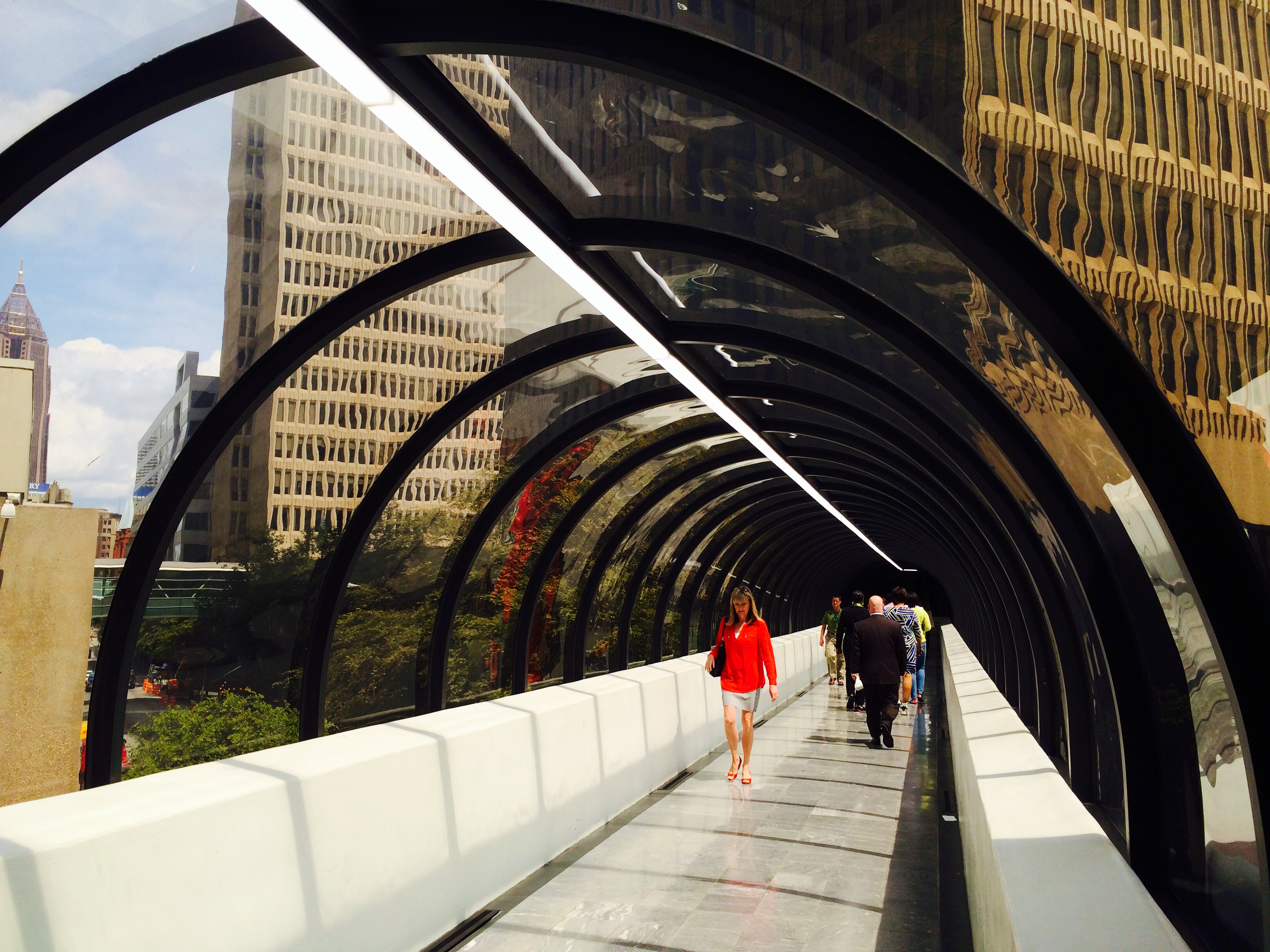
Los pasadizos elevados son un elemento característico del Peachtree Center.

Destinado a ser el nuevo downtown de Atlanta, el Peachtree Center surgió como barrio separado a principios de la década de 1970 como una red de hoteles de congresos, galerías comerciales y edificios de oficinas situada a unos cuatrocientos metros al norte de los Five Points. El Peachtree Center destaca por su adopción uniforme del estilo arquitectónico moderno popular en la época. Sin embargo, el rasgo que define al Peachtree Center es su carácter insular, que permite que los empresarios y los trabajadores eviten interactuar con el nivel de la calle atravesando la zona mediante pasadizos elevados. A mediados de la década de 1980, el Peachtree Center se había convertido en el núcleo de un barrio dedicado a los hoteles y los congresos que era vital para la economía del centro de la ciudad, aunque el resto del centro se deterioraba notablemente.
Pese a que en esa época el Peachtree Center era considerado la salvación del decadente centro de Atlanta, el urbanismo contemporáneo es profundamente crítico con estos entornos insulares que «dan la espalda» a las calles de la ciudad. Por ello, a medida que el centro de Atlanta empezó su recuperación a partir de 1990, el Peachtree Center fue criticado cada vez más por ser una zona que personificaba el urbanismo genérico y la sensación de poder encontrarse en cualquier lugar que caracterizaban a la Atlanta contemporánea. Otras críticas sostienen que el Peachtree Center causa desorientación, que acabó con la vida en las calles del centro y que ignoró el contexto urbano preexistente. No obstante, la arquitectura del barrio fue reconocida con su inclusión en el Registro Nacional de Lugares Históricos en 2018.

## Edificios

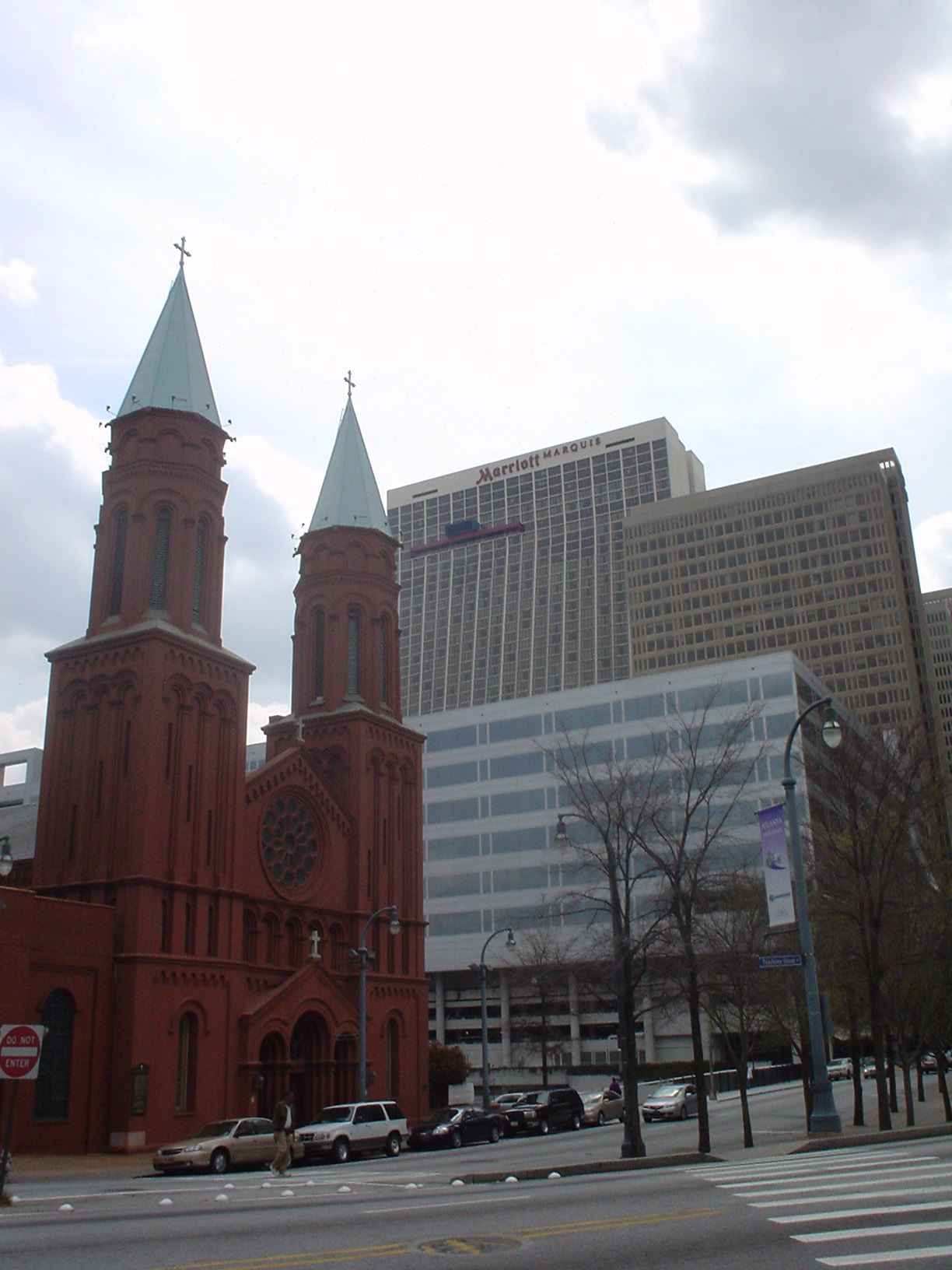
La iglesia católica del Sagrado Corazón, situada en Peachtree Center Avenue.

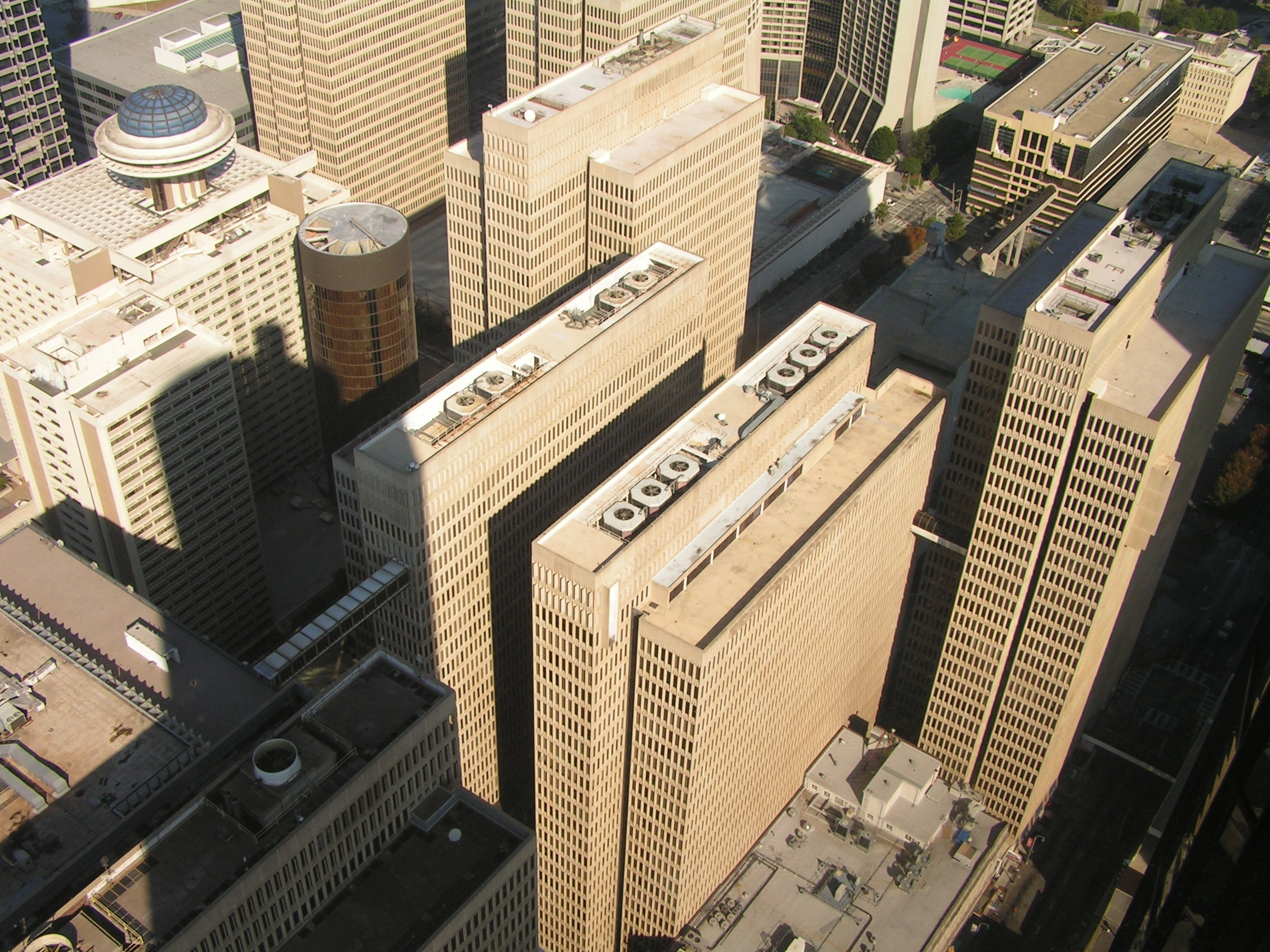
Los edificios de color ocre del Peachtree Center.

| Nombre                                                                    | Altura  | Plantas | Año                    | Notas                       |
| ------------------------------------------------------------------------- | ------- | ------- | ---------------------- | --------------------------- |
| Peachtree Center Tower 230 Peachtree Street                               | 116 m   | 31      | 1965                   | [ 7 ] [ 8 ]                 |
| Peachtree Center North (Gas Light Tower) 235 Peachtree Street             | 101 m   | 27      | 1968                   | [ 9 ] [ 10 ]                |
| Peachtree Center South 225 Peachtree Street                               | 101 m   | 27      | 1970                   | [ 11 ] [ 12 ]               |
| Hyatt Regency Atlanta                                                     | 104 m   | 24      | 1967                   | [ 13 ] [ 14 ]               |
| Harris Tower 233 Peachtree Center NE                                      | 116 m   | 31      | 1974                   | [ 15 ] [ 16 ]               |
| Peachtree Center International Tower (Cain Tower) 229 Peachtree Street NE | 115 m   | 30      | 1976                   | [ 17 ] [ 18 ]               |
| Marquis One 245 Peachtree Center NE                                       | 115 m   | 30      | 1985                   | [ 19 ] [ 20 ]               |
| Marquis Two 285 Peachtree Center NE                                       | 115 m   | 30      | 1989                   | [ 21 ] [ 22 ]               |
| Peachtree Athletic Club 227 Courtland Street NE                           |         | 9       | 1985                   | [ 23 ]                      |
| Westin Peachtree Plaza Hotel 210 Peachtree Street NW                      | 220.5 m | 73      | 1976                   | [ 24 ]                      |
| Atlanta Marriott Marquis 265 Peachtree Center Avenue NE                   | 169 m   | 52      | 1985                   | [ 25 ]                      |
| AmericasMart Varias direcciones                                           |         | 10-22   | 1961, 1979, 1992, 2008 | [ 26 ] [ 27 ] [ 28 ] [ 29 ] |
| SunTrust Plaza 303 Peachtree Street NE                                    | 265 m   | 60      | 1992                   | [ 30 ]                      |
| The Inforum 250 Williams Street NW                                        |         | 10      | 1989                   | [ 31 ]                      |

## Economía
La Oficina del Censo de los Estados Unidos tiene sus oficinas regionales en Atlanta en la suite 1000 de la Marquis Two Tower. Varias otras agencias del Gobierno de los Estados Unidos tienen sus oficinas regionales del Sureste en la Harris Tower, como el Departamento de Transporte, el Departamento de Trabajo, la Agencia de Pequeñas Empresas y el Servicio de Impuestos Internos.
Por otra parte, el complejo contiene varias misiones diplomáticas extranjeras: el consulado general de Argentina se encuentra en la suite 2450 de la Marquis One Tower, el consulado general de Alemania está ubicado en la suite 901 de la Marquis Two Tower y el consulado general de Corea del Sur se encuentra en la suite 2100 de la International Tower.